# Zdeněk Štěpán
Zdeněk Štěpán (* 26. května 1951 Příbram), někdy označován jako legenda českého dabingu, je český herec, filmový a seriálový režisér českého dabingu, asistent režie, dabér. Zdeněk Štěpán také upravuje dialogy do filmů a seriálů. Vystudoval Střední průmyslovou školu filmovou v Čimelicích.

## Dabing
V seriálu Simpsonovi a ve filmu Simpsonovi ve filmu nadaboval postavu Patty Bouvierové a Hanse Krtkovice. Ve filmu Auta 3 nadaboval šerifa a Kinga. Zdeněk Štěpán také daboval v těchto filmech:
- Já, padouch, Já, padouch 2 a Já, padouch 3
- Hledá se Dory
- Mimoni
- Shrek, Shrek 2, Shrek Třetí, Shrek: Zvonec a konec
- a několik dalších…

## Filmy a seriály
Zdeněk Štěpán režíroval český dabing mnoha filmů a seriálu. Nejvíce známý je jako režisér všech dílů seriálu Simpsonovi. Český dabing tohoto seriálu je hodnocen jako jeden z nejlepších dabingů. V následujícím seznamu je uveden výběr seriálů nebo filmů, které režíroval.
- Superman
- Superman 2
- Superman 3
- Letopisy Narnie: Lev, čarodějnice a skříň
- Letopisy Narnie: Princ Kaspian
- Simpsonovi ve filmu
- Doba ledová 4: Země v pohybu
- Zloba – Královna černé magie
- Mimoni
- a mnoho dalších…